# Вілсон Бентлі
Вілсон Олвін Бентлі (англ. Wilson Alwyn Bentley, нар. 9 лютого 1865 в Джерико, Вермонт – пом. 23 грудня 1931 там же), відомий також як Сніжинка Бентлі (англ. Snowflake Bentley) — американський метеоролог і фотограф, відомий завдяки детальним знімкам та опису сніжинок.  Він вдосконалив процес упіймання сніжинок на чорному оксамиті таким чином, що їх можна було сфотографувати до того, як вони розтануть чи випаруються. Найбільша колекція фотографій Бентлі зберігається в Історичному товаристві Джерико у Вермонті.
Бентлі подарував свою колекцію оригінальних скляних мікрофотографій снігових кристалів Музею науки в Буффало. Частину цієї колекції було оцифровано і організовано в цифрову бібліотеку.